# Cantón de Villeurbanne-Centro
El cantón de Villeurbanne-Centro (en francés canton de Villeurbanne-Centre) era una división administrativa francesa, que estaba situada en el departamento de Ródano, de la región Ródano-Alpes. Estaba formado por una fracción de la comuna de Villeurbanne.
En aplicación del artículo L3611-1 del Código general de las colectividades territoriales francesas, el cantón de Villeurbanne-Centro fue suprimido el 1 de enero de 2015 y la totalidad de la comuna de Villeurbanne pasó a formar parte de la Metrópoli de Lyon.